# Crisis (2021)
Crisis is een Amerikaans-Canadees-Belgische thriller uit 2021 onder regie van Nicholas Jarecki. De film werd geïnspireerd door de opiatencrisis. De hoofdrollen worden vertolkt door Gary Oldman, Armie Hammer en Evangeline Lilly.

## Verhaal
De film volgt drie verhaallijnen: een drugsdealer die met meerdere kartels samenwerkt om fentanyl over de Canadees-Amerikaanse grens te smokkelen, een universiteitsprofessor die worstelt met de werkwijze van zijn farmaceutische werkgever en een architecte die ooit verslaafd was aan de pijnstiller OxyContin en die nu probeert om de waarheid over de verdwijning van haar zoon te achterhalen.

## Rolverdeling
| Acteur             | Personage          |
| ------------------ | ------------------ |
| Gary Oldman        | Dr. Tyrone Brower  |
| Armie Hammer       | Jake Kahane        |
| Evangeline Lilly   | Claire Reimann     |
| Michelle Rodríguez | Supervisor Garrett |
| Greg Kinnear       | Dean Geoff Talbot  |
| Lily-Rose Depp     | Emmie Kelly        |
| Veronica Ferres    | Dr. Meg Holmes     |
| Adam Tsekhman      | Armen              |
| Toni Garrn         | Astrid             |
| Ellora Torchia     | Reeva              |
| Indira Varma       | Madira Brower      |
| Kid Cudi           | Ben Walker         |
| Luke Evans         | Bill Simmons       |
| Duke Nicholson     | Derrick Millebran  |
| Michael Aronov     | Minas              |
| Martin Donovan     | Lawrence Morgan    |

## Productie
Het script van Nicholas Jarecki werd gebaseerd op de opiatencrisis. Het project werd in februari 2019 onder de titel Dreamland aangekondigd, samen met de casting van Gary Oldman, Armie Hammer, Evangeline Lilly en de Duitse actrice Veronica Ferres. Eind februari raakte de casting van Greg Kinnear, Michelle Rodríguez en Lily-Rose Depp bekend. In de daaropvolgende maanden werden onder meer Adam Tsekhman, Indira Varma, Kid Cudi, Luke Evans, Mia Kirshner en Martin Donovan aan het project toegevoegd.
De opnames gingen in februari 2019 van start en eindigden begin mei 2019. Er werd hoofdzakelijk gefilmd in Montreal (Canada). Een deel van de postproductie vond eind 2019 plaats in België.
In december 2020 werden de Amerikaanse distributierechten opgepikt door Quiver Distribution en werd de titel van de film onthuld. Op 26 februari 2021 werd de film in de Amerikaanse bioscoop uitgebracht.